# 丹吉爾-得土安大區
丹吉爾-得土安大區（阿拉伯语：‎）是摩洛哥北部曾经的一個大區，位於大西洋與地中海之間，北隔直布羅陀海峽與歐洲相望。面積11,570平方公里。2004年人口2,470,372人。首府丹吉爾。该大区与西班牙（休达）接壤。
下轄五省。